# Torre di Brenta
Torre di Brenta – szczyt w Dolomitach Brenty, części Alp Wschodnich. Leży w północnych Włoszech w regionie Trydent-Górna Adyga. Szczyt ten jest wyróżniającą się wieżą, wznoszącą się ponad lodowcem Sfulmini.
Pierwszego wejścia, 24 czerwca 1882 r. dokonali Edward Theodore Compton i Matteo Nicolussi.